# Barão de Brissos
Barão de Brissos é um título nobiliárquico criado por D. Maria II de Portugal, por Decreto de 25 de Outubro de 1843, em favor de José Barreto Castelino Cota Falcão.
Titulares
1. José Barreto Castelino Cota Falcão, 1.º Barão de Brissos;
2. António Lopes de Gusmão Mexia Lobo, 2.º Barão de Brissos.